# 巴尔 (意大利)
巴尔（法語：Bard，法語發音：[baʁ]）是意大利瓦莱达奥斯塔大区的一个市镇。总面积3平方公里，人口131人，人口密度43.7人/平方公里（2009年）。ISTAT代码为007009。